# Franck Grandel
Franck Grandel (Pointe-à-Pitre, 17 marzo 1978) è un ex calciatore francese, di ruolo portiere.

## Caratteristiche tecniche
Gioca come portiere.

## Carriera

### Club
Nato a Pointe-à-Pitre, in Guadalupa, debuttò nel calcio greco nel 2003-2004 nello Skoda Xanthi, giocando così in una prima divisione nazionale dopo le esperienze in Francia con Besançon RC, FC Libourne-Saint-Seurin and Troyes AC. Nel 2005 si trasferì all'Utrecht, nell'Eredivisie olandese, giocando dapprima come titolare, venendo successivamente soppiantato da Michel Vorm. Nel novembre del 2007 divenne svincolato in quanto la società rescisse il contratto..
Appena prima dell'inizio della CONCACAF Gold Cup 2009 ha firmato un contratto con il Digione, squadra della Ligue 2 francese.

### Nazionale
Con la Guadalupa ha giocato 17 partite, partecipando alla CONCACAF Gold Cup 2007, competizione nella quale la selezione del Dipartimento d'Oltremare francese si classificò al terzo posto ex aequo con il Canada dopo aver perso per 1-0 contro il Messico il semifinale. Venne nominato nel Best XI della Gold Cup 2007 come miglior portiere della competizione, ma un infortunio gli ha pregiudicato la partecipazione all'edizione 2009.

## Palmarès

### Club
- Ligue 2: 1

Troyes: 2014-2015

### Individuale
- CONCACAF Gold Cup Most Valuable Goalkeeper: 1

2007